# Ники Уийвър
Ники Уийвър (на английски: Nicky Weaver) е бивш английски футболист, вратар. Най-известен като страж на Манчестър Сити в края на 90-те години и началото на новия век. Има 10 мача за младежкия национален отбор на Англия.

## Кариера
Дебютира за тима на Менсфийлд Таун през сезон 1995/96. През 1997 г. е привлечен в Манчестър Сити, същезаващ се тогава в Първа английска дивизия. Утвърждава се като титулярен вратар през сезон 1998/99, когато Сити се намира във Втора английска дивизия (трети ешелон). В 45 мача Уийвър записва 26 „сухи мрежи“, с което установява клубен рекорд. Изиграва основна роля за спечелването на плейофите в лигата и класирането за Първа дивизия, като спасява дузпа във финала с Джилигам. През 1999/00 помага на тима да се класира във Висшата лига за първи път от 1996 г.
През сезон 2000/01 Уийвър е първи избор на вратата на „гражданите“ в елита, но тимът изпада от Висшата лига. На следващия сезон е спечелен Първа Дивизия, но Ники пропуска част от сезона поради контузия. Заради проблемите на стража, Сити привлича ветерана Петер Шмайхел, който е титуляр през сезон 2002/03. След края на кариерата на датчанина, в състава на гражданите са Дейвид Сиймън и Дейвид Джеймс и Уийвър е трети вратар. През сезон 2005/06 е даден под наем на Шефилд Уензди в Чемпиъншип и изиграва 14 мача.
На 20 август 2006 г. записва първия си мач като титуляр за Сити от близо 3 години. Уийвър е титуляр през първия полусезон, преди да бъде изместен от Андреас Исаксон.
През лятото на 2007 г. подписва с Чарлтън Атлетик като свободен агент. Уийвър държи рекорда за най-бърз червен картон в историята на клбуа – в 3-та минута. Следват периоди в шотландския Дънди Юнайтед и Бърнли. През 2010 г. Уийвър се завръща в Шефийлд Уензди, където е титулярен страж. След пристигането на Крис Къркланд обаче Уийвър не изиграва нито един мач и през 2013 г. разтрогва.

## Успехи
- Чемпиъншип – 2001/02
- Лига 1 плейоф – 1998/99
- Купа на Лигата на Шотландия – 2013/14